# هوغو أريلانو
هوغو أريلانو (بالإنجليزية: Hugo Arellano)‏ (5 مارس 1998 بنوروالك في الولايات المتحدة - ) هو لاعب كرة قدم أمريكي في مركز الدفاع.

## روابط خارجية
- هوغو أريلانو على موقع الدوري الأمريكي (الإنجليزية)
- هوغو أريلانو على موقع قاعدة بيانات كرة القدم.إي يو (الإنجليزية)
- هوغو أريلانو على موقع Soccerway.com (الإنجليزية)